# Serge Chapleau
Pour les articles homonymes, voir Chapleau.
 (octobre 2017).
Si vous disposez d'ouvrages ou d'articles de référence ou si vous connaissez des sites web de qualité traitant du thème abordé ici, merci de compléter l'article en donnant les références utiles à sa vérifiabilité et en les liant à la section « Notes et références ».
Serge Chapleau (né le 5 décembre 1945 à Montréal, Québec) est un caricaturiste québécois.

## Biographie
Après avoir étudié la peinture et les arts graphiques à l'École des beaux-arts de Montréal, Chapleau publie, le 18 mars 1972, une caricature du chansonnier Gilles Vigneault pour Perspectives, un hebdomadaire distribué avec l'édition du samedi de plusieurs quotidiens québécois,. Publiée en pleine page couleur — une première au Canada — elle apporte au caricaturiste un succès immédiat. Chapleau est aussi à l'origine de la toute première couverture du magazine Croc (pour octobre 1979).
En 1975, il participe à l'album Le vieux show son sale de Plume Latraverse, sur lequel il compose, en collaboration avec Plume, deux chansons qu'il interprète, en plus de jouer de l'harmonica.
Durant les années suivantes, Chapleau collabore à plusieurs autres publications, dont le Montréal-Matin, Week-End, Actualité et Nous. S'ensuivent Le Devoir, en 1985, le Matin, en 1987, et 7 jours, de 1989 à 1992. Après un retour au Devoir, en 1991, il devient, en 1996, caricaturiste à La Presse, poste qu'il occupe toujours.
De 2004 à 2019, il reprend son personnage de Gérard D. Laflaque pour l'émission de télévision Et Dieu créa… Laflaque.
Lors de l'émission Tout le monde en parle, diffusée le 13 septembre 2004 ayant invité Raël, il traite ce dernier de « joke » puis empoigne son chignon. Raël se plaindra dans les jours qui suivent d'avoir été victime d'une agression physique et porte plainte contre Chapleau. 
En juin 2007, il fut accusé par les représentants juifs montréalais d'avoir dessiné des caricatures antisémites en représentant le chef de l'Action démocratique du Québec, Mario Dumont, habillé en juif hassidique.
En juin 2019, après l'affaire de caricatures du New York Times, il s'inquiète de l'avenir des dessinateurs de presse leur nombre étant passé de 350 à 40 au cours des 20 années passées.

## Honneurs et publications
Serge Chapleau fut huit fois finaliste au concours canadien de journalisme de l'association canadienne des journaux, de 1995 à 2003; il a remporté la première place à cinq occasions.
De 1993 à 2013, les éditions du Boréal publient le recueil de ses meilleures caricatures, L'année Chapleau. Depuis 2014, c'est aux Éditions La Presse que son annuel est publié. Il a publié en 2020 Chapleau: depuis mes débuts! (Éditions La Presse). Ce livre rétrospectif célèbre le travail magistral du caricaturiste en reproduisant plus de 300 de ses œuvres, incluant des caricatures, des dessins, des affiches, mais également des personnages 3D créés pour la télévision, dont l’inénarrable Gérard D. Laflaque. Yves Boisvert, Jean-René Dufort, Jean Chrétien, Guy A. Lepage, Lucien Bouchard, Justin Trudeau, Pauline Marois, Jean Charest, François Cardinal, François Legault et Gilles Duceppe participent à ce livre.
Du 22 mai 1997 au 20 septembre 1998, le musée McCord a présenté une exposition des œuvres de Chapleau et Aislin, Aislin & Chapleau Caricatures.  Du 23 juin 2020 au 9 janvier 2022, le musée McCord a également présenté une exposition consacrée à ses 50 ans de carrière, CHAPLEAU - Profession: caricaturiste.

## Distinctions
- 2015 -  Membre de l'Ordre du Canada[4]